# Anna Beyer (Malerin)
Anna Beyer, geb. Georgine Charlotte Adelheid Anna Franziska Becker (* 8. Februar 1867 in Alzey; † 7. Juni 1922 in Darmstadt), war eine deutsche Malerin. Sie malte Landschaften, Stillleben (insbesondere Blumenstücke) und Porträts.

## Leben
Anna Becker war die Tochter des Darmstädter Gymnasialdirektors Adalbert Becker († 1899) und dessen Ehefrau Anna, geb. Soldan. Nach dem frühen Tod ihrer Mutter wuchs sie ab einem Alter von 12 Jahren allein bei ihrem Vater auf, der ihr künstlerisches Talent förderte. Anna Becker übte das Malen zunächst anhand von Paul Webers Landschaftsbildern, die sie sich zum Vorbild nahm. Ihre künstlerische Ausbildung begann sie als Schülerin des Darmstädter Hofmalers Heinrich Reinhard Kröh. Ab 1895 besuchte sie die private Malschule von Paul Nauen und Friedrich Fehr in München. Sie studierte Aktzeichnen bei Ludwig Schmid-Reutte und Grafik bei Maximilian Dasio. Ihre Malerei wurde von Franz von Lenbach beeinflusst, den sie persönlich kennenlernte. Weiterhin beschäftigte sie sich mit den Werken verschiedener Künstler der Münchner Sezession wie Fritz von Uhde und Heinrich Zügel.
1904 kehrte Anna Becker nach Darmstadt zurück und heiratete dort im gleichen Jahr den Maler Adolf Beyer. Aus der Ehe ging ein Sohn hervor, Immo Beyer (1907–1976), der ab 1948 als Archivar und Fotograf im Stadtarchiv Darmstadt tätig war. Künstlerisch blieb Anna Beyer weitgehend unabhängig von ihrem Ehemann. Sie unterhielt bis 1916 ein eigenes Atelier in der Heinrichstraße, in dem sie auch Malunterricht erteilte. Danach bezog das Paar eine gemeinsame Wohn- und Arbeitsstätte mit benachbarten Ateliers in der Saalbaustraße. Anna Beyer war Mitglied der Freien Vereinigung Darmstädter Künstler, die 1898 auf Initiative ihres Mannes gegründet worden war. Ab dem gleichen Jahr beschickte sie Ausstellungen in Darmstadt, unter anderem die 1908 stattfindende Hessische Landesausstellung.
Anna Beyer wurde mehrfach von Adolf Beyer porträtiert (u. a. Am Fenster, Städtische Kunstsammlung Darmstadt). Die Bildhauerin Luise Federn-Staudinger schuf um 1910 ein Doppelporträt von Anna Beyer und ihrem Mann in Form eines Gips-Reliefs, das sich in der Sammlung Kunst Archiv Darmstadt befindet.
Anna Beyer starb 1922 im Alter von 55 Jahren an den Folgen eines Herzschlags. Sie wurde auf dem Alten Friedhof in Darmstadt bestattet. 1923 fand ihr zu Ehren eine umfangreiche Gedächtnisausstellung im Kunstverein Darmstadt statt.
2001 wurde der Anna-Beyer-Weg in Darmstadt nach der Künstlerin benannt.

## Werk
Anna Beyer malte zunächst hauptsächlich Porträts, wandte sich nach ihrer Hochzeit 1904 jedoch verstärkt der Blumen- und Landschaftsmalerei zu. Die Motive für ihre lichtdurchdrungenen Landschaftsbilder fand sie insbesondere in den Parks und Gärten Darmstadts. Sie ging der Freilichtmalerei nach und fing Impressionen aus der Natur stimmungsvoll ein. Auch Alltagsgegenstände aus ihrer Wohnung inspirierten sie zu farbenstarken Bildern. Sie porträtierte mehrfach Kinder, aber beispielsweise auch eine Gitarrenspielerin und eine „Lesende Biedermeierdame“. Während ihrer Zeit in München entwickelte sie eine freie Malweise mit intensiver lockerer Farbgebung, die sich von der akademisch geprägten Darmstädter Schule unterschied. Neben Originalen malte sie zu Übungszwecken auch Kopien der Werke anderer Künstler wie Andreas Achenbach, Carl Friedrich Lessing und Peter Paul Rubens.
Einige Werke Anna Beyers befinden sich in der Städtischen Kunstsammlung Darmstadt am Institut Mathildenhöhe.
Werke (Auswahl)

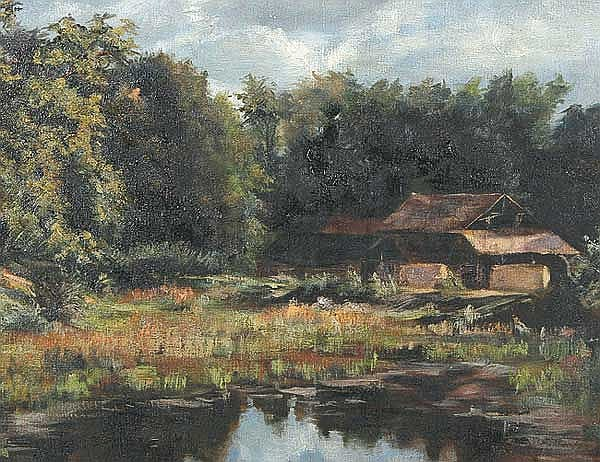
Anna Beyer: Verlassene Ziegelhütte

- Kranichsteiner Park, um 1905, Öl auf Malpappe, 74 × 57 cm, Inventarnummer I 179, Institut Mathildenhöhe
- Weiße Rosen, 1908 Illustration in der Publikation zur Hessischen Landesausstellung[10]
- Rosenpergola auf der Rosenhöhe Darmstadt, um 1910, Öl auf Leinwand,  95 × 75 cm, Inventarnummer I 19, Institut Mathildenhöhe
- Blumenstillleben, um 1914, Öl auf Leinwand, Institut Mathildenhöhe
- Kinderbildnis, 39 × 45 cm, Inventarnummer I 239, Institut Mathildenhöhe
- Landschaft mit großen Blättern. (Parklandschaft), 71 × 58 cm, Inventarnummer I 403, Institut Mathildenhöhe
- Motiv am Bodensee, Inventarnummer I 465, Institut Mathildenhöhe
- Porträt Fräulein Eva Lepsius, 45 × 42 cm, Institut Mathildenhöhe
- Prinz-Emil-Garten, Im Park, Blumen am Fenster, Öl, Jubiläumsausstellung 1930 Mathildenhöhe

## Ausstellungen (Auswahl)
- 1908: Hessische Landesausstellung für Freie und Angewandte Kunst, Mathildenhöhe
- 1923: Gedächtnisausstellung Anna Beyer, Darmstädter Kunstverein
- 1930: 200 Jahre Darmstädter Kunst, Mathildenhöhe
- 2013: Der weibliche Blick: vergessene und verschollene Künstlerinnen in Darmstadt 1880–1930, Kunst Archiv Darmstadt